# St.-Jürgen-Schulhaus

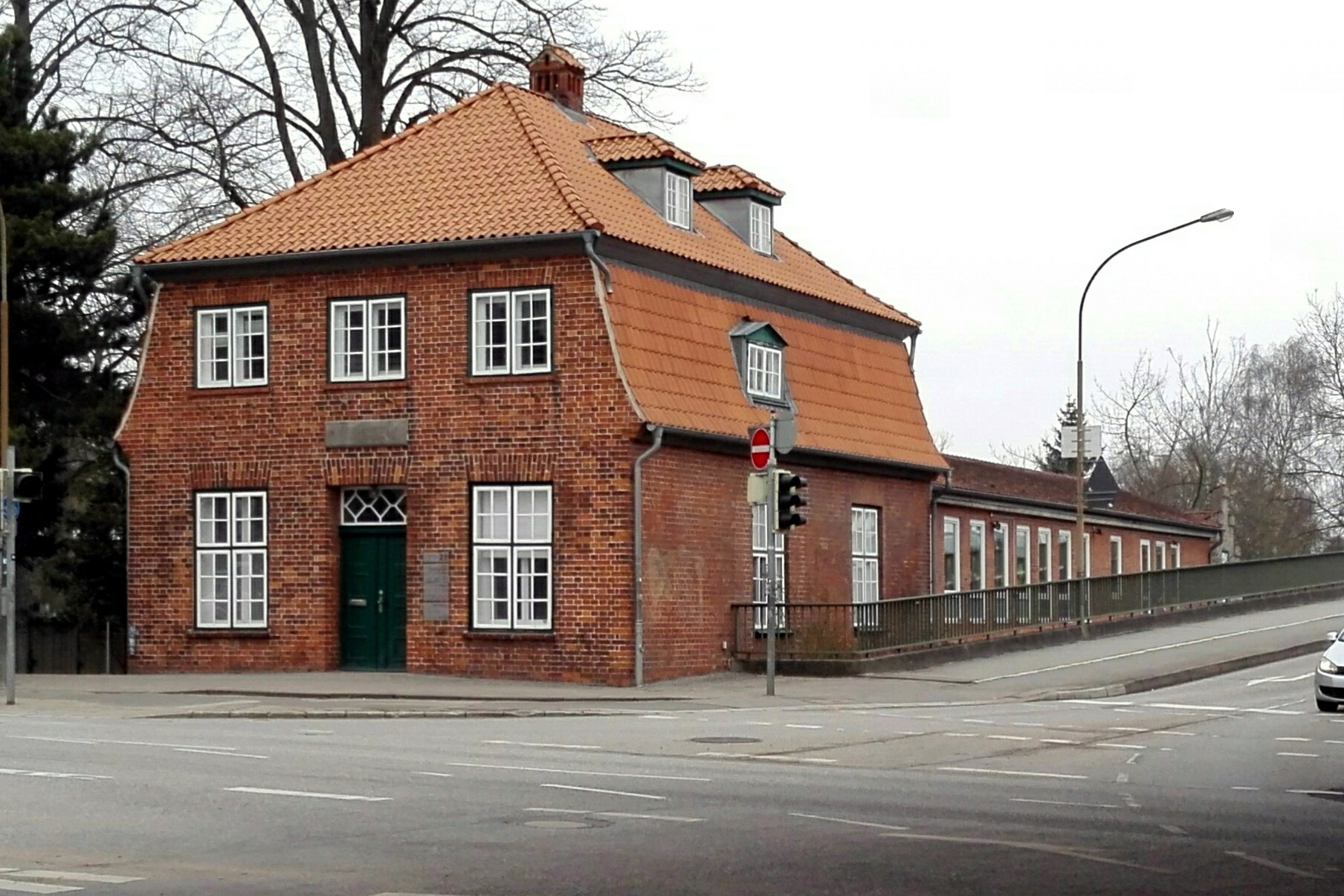
Das St.-Jürgen-Schulhaus

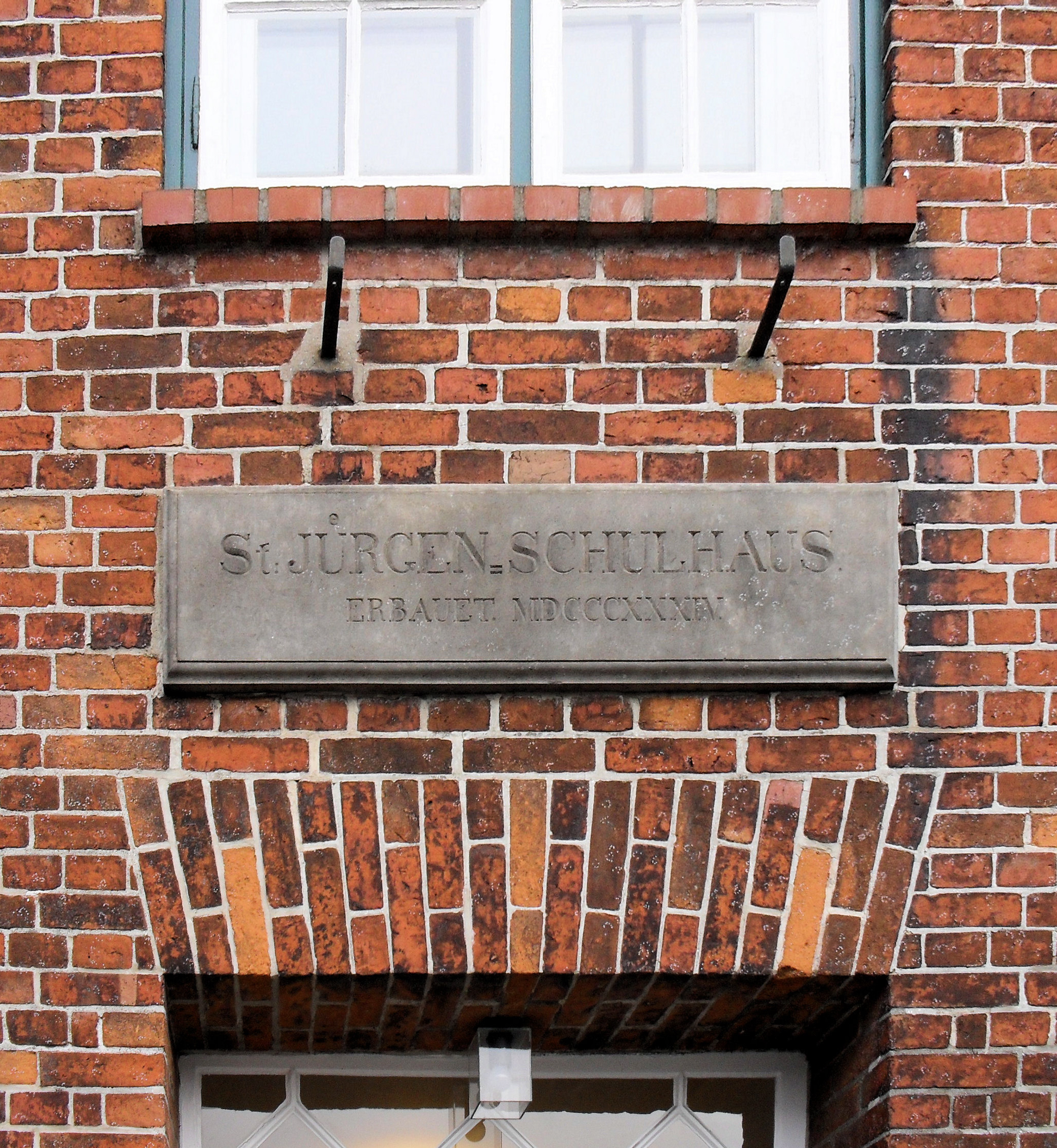
Inschrifttafel oberhalb der Eingangstür

Das St.-Jürgen-Schulhaus (Ratzeburger Allee 23) ist ein denkmalgeschütztes ehemaliges Schulgebäude in Lübeck-St. Jürgen.

## Ursprünge
1680 ließen die Vorsteher des Siechenhauses bei der St.-Jürgen-Kapelle mit Spendengeldern ein einfaches Haus für einen Schulmeister errichten. Hier wurde Kindern aus den vor dem Mühlentor  ansässigen Gärtnerfamilien gegen Entrichtung von Schulgeld ganzjährig Unterricht erteilt, wobei im Winter über 80 Schüler anwesend waren, in den Sommermonaten jedoch, wenn jede Arbeitskraft benötigt wurde, nur die Hälfte. Zu Anfang des 19. Jahrhunderts stieg die Zahl der Schüler auf über 200 an, so dass der Raum im Schulhaus nicht mehr ausreichte und zusätzlich das benachbarte, heute nicht mehr existierende Sommerhaus des Bürgermeisters Christian Nicolaus von Evers angemietet wurde. Bereits 1811 wurde das Schulhaus als baufällig eingeschätzt; auf Beschluss der Siechenhausstiftung erfolgte 1834 der Abriss zugunsten eines Neubaus.

## Geschichte des Schulhauses
Das 1834 errichtete neue St.-Jürgen-Schulhaus entstand als schlichtes zweistöckiges klassizistisches Backsteingebäude mit Krüppelwalm-Mansarddach. Im Erdgeschoss befand sich die Wohnung des Schulmeisters, in der oberen Etage das rund 30 Quadratmeter große Klassenzimmer sowie ein weiterer Wohnraum. 1846 wurde das mittlerweile als Armenhaus dienende Siechenhaus aufgelöst; die separate Stiftung für die Schule blieb jedoch bestehen. 1866 ging die Führung des Schulbetriebs an die Domgemeinde über; zwei Räume des ehemaligen Siechenhauses wurden als zusätzliche Unterrichtsräume hergerichtet.
Im Gefolge der Aufhebung der Torsperre im Jahre 1864 stieg die Bevölkerung der Vorstadt St. Jürgen rasch an, und damit auch die Zahl der Schüler. Um 1885 wurden im St.-Jürgen-Schulhaus fast 300 Schüler unterrichtet, und obwohl nun das gesamte Siechenhaus für die mittlerweile vier Schulklassen genutzt wurde, herrschte drückender Platzmangel. 1885/86 wurde daher durch die Hansestadt Lübeck ein für je acht Mädchen- und Jungenklassen vorgesehenes neues Schulgebäude an der Kalandstraße errichtet. 1886 zogen die Schüler dorthin um.
Das nun ungenutzte einstige Siechenhaus wurde zwar 1891 für eine Erweiterung des Friedhofs der St.-Jürgen-Kapelle abgebrochen, das eigentliche Schulhaus blieb jedoch erhalten. Am 17. März 1891 wurden auf der Versammlung der Gesellschaft zur Beförderung gemeinnütziger Tätigkeit die Mitglieder des bisherigen engeren Ausschusses zur Gründung der Schule zu deren Vorstehern berufen. Christian Reimpell war Pastor  am Dom und gehörte zu ihnen. Nach dem Erlass der Kirchengemeindeordnung vom 8. Dezember 1897 wurden dieser Seelsorger im nach ihr errichteten 3. Seelsorgebezirk. Nach dem Bericht der „Fünften Kleinkinderschule“ im Hause der St. Jürgen-Stiftung trat in dem Jahr auch Frau Reimpell dem Vorstand bei. An Stelle des aus dem Vorstand scheidenden Reimpells wurde 1896 der Pastor der Aegidienkirche, Paul Lütge, gewählt. Im Jahr darauf schied, auf eigenen Wunsch, Frau Reimpell aus dem Vorstand. An Stelle des 1903 turnusmäßig von den Vorstehern ausscheidenden Lütge wurde von der Gesellschaft Reimpell gewählt. Auf der Versammlung des 23. Februars 1909 wurde der inzwischen zum Hauptpastor erwählte wieder zum Vorsteher der Schule gewählt. Mit der Genehmigung der Gesellschaft wurde auf der Versammlung am 14. Dezember 1915 der ausscheidende Reimpell außerplanmäßig wieder zum Vorstand der Schule gewählt.
Das erhalten gebliebene eigentliche Schulhaus dient heute der St.-Jürgen-Gemeinde als Gemeindehaus und Küsterwohnung, wenn es auch von der direkt daneben liegenden Wakenitzbrücke der B 75 (St.-Jürgen-Ring) optisch erdrückt wird. In einem Anbau befindet sich heute ein Kindergarten.